# Sjostry (film fra 2001)
Sjostry (russisk: Сёстры) er en russisk spillefilm fra 2001 af Sergej Sergejevitj Bodrov.

## Medvirkende
- Oksana Akinsjina som Svetlana "Sveta" Malakhov
- Jekaterina Gorina som Dinara "Dina" Murtazaeva
- Roman Agejevas som Albert Murtazaev
- Tatjana Kolganova som Natalia Murtazaeva
- Dmitrij Orlov som Aleksandr Palytj